# Nerino (higo)
 'Nerino' es un cultivar de higuera de tipo higo común Ficus carica bífera  (produce cada temporada dos cosechas de fruta), de higos color violeta a púrpura. Se cultiva principalmente en huertos y jardines particulares del interior de Italia, zonas del norte al pie de los Alpes en la región de Friuli-Venecia Julia, en las provincias de Treviso y Pordenone.

## Sinonimia
- „Longhet“,[4][5]
- „Longhet di Tarzo“,[6]
- „Figomoro“,
- „Figo Moro da Caneva“,
- „Figo dela Joza“,

## Historia
El origen y la identidad de esta higuera lamentablemente no se conocen. Oriunda de Piamonte (Italia), 'Nerino' es una higuera bífera, es decir que produce dos cosechas durante el año, brevas, higos de otoño.

## Características
'Nerino' es una higuera del tipo higo común bífera, es decir de dos cosechas: “fioroni” (brevas) a partir de finales de mayo hasta mediados de julio, “forniti” (higos de otoño) desde finales de julio a final de septiembre. Es una variedad autofértil que no necesita otras higueras para ser polinizada.
Esta variedad de higo cultivado en zonas favorables del norte de Italia. Las brevas son de forma oblonga con la piel violeta purpurácea, de buen tamaño (100 g), pero producido en cantidades reducidas;la pulpa es rosada, sabe bien y muy dulce. El higo, a cambio de más abundante, su tamaño es medio-grande (70 g), de forma oblonga; con piel violeta purpurácea que tiende al negro en plena madurez, con un gran y grueso pedúnculo y pulpa rosada, fina, delicada,
excelente.

## Cultivo
'Nerino' se adapta particularmente a las regiones frescas y lluviosas del norte de Italia, generalmente en huertos y jardines particulares. La higuera crece bien en suelos húmedos, fértiles y ligeramente calcáreos. La higuera no es muy exigente y se adapta a cualquier tipo de suelo, pero su crecimiento es óptimo en suelos livianos, más bien arenosos, profundos y fértiles. Aunque prefiere los suelos calcáreos, se adapta muy bien en suelos ácidos.